# Якобсвайлер
Якобсвайлер (нім. Jakobsweiler) — громада в Німеччині, розташована в землі Рейнланд-Пфальц. Входить до складу району Доннерсберг. Складова частина об'єднання громад Кірхгаймболанден.
Площа — 2,40 км2. Населення становить 248 ос. (станом на 31 грудня 2020).